# داداک (شهود)
داداک (به ترکی استانبولی: Dadak) یک منطقهٔ مسکونی در ترکیه است که در شهود (شهر) واقع شده‌است.